# La Baleine des sables
La Baleine des sables (titre original : Involution Ocean) est un roman de science-fiction de l'écrivain américain Bruce Sterling, publié en 1977. 

## Résumé
Il s'agit de l'histoire d'un toxicomane qui embauche sur un navire baleinier sur la planète Nullaqua lorsque la drogue est interdite afin qu'il puisse s'approcher de sa source - les baleines. 

## Accueil
Howard Thompson a examiné La Baleine des sables dans The Space Gamer No. 15. Thompson y a indiqué que « l'intrigue et le monde de Sterling sont indissociables si l'on ignore la science ».